# Ornithoglossum zeyheri
Ornithoglossum zeyheri är en tidlöseväxtart som först beskrevs av John Gilbert Baker, och fick sitt nu gällande namn av Rune Bertil Nordenstam. Ornithoglossum zeyheri ingår i släktet Ornithoglossum och familjen tidlöseväxter. Inga underarter finns listade i Catalogue of Life.